# Municipio de Castleton (Míchigan)
El municipio de Castleton (en inglés: Castleton Township) es un municipio ubicado en el condado de Barry en el estado estadounidense de Míchigan. En el año 2010 tenía una población de 3471 habitantes y una densidad poblacional de 37,47 personas por km².

## Geografía
El municipio de Castleton se encuentra ubicado en las coordenadas 42°38′33″N 85°7′46″O / 42.64250, -85.12944. Según la Oficina del Censo de los Estados Unidos, el municipio tiene una superficie total de 92.64 km², de la cual 90,57 km² corresponden a tierra firme y (2,23 %) 2,07 km² es agua.

## Demografía
Según el censo de 2010, había 3471 personas residiendo en el municipio de Castleton. La densidad de población era de 37,47 hab./km². De los 3471 habitantes, el municipio de Castleton estaba compuesto por el 96,57 % blancos, el 0,26 % eran afroamericanos, el 0,52 % eran amerindios, el 0,37 % eran asiáticos, el 0,52 % eran de otras razas y el 1,76 % eran de una mezcla de razas. Del total de la población el 2,07 % eran hispanos o latinos de cualquier raza.